# 澳門郵政史
澳門郵政史，是澳門的郵政歷史，大致可分為數個時期。

## 葡萄牙王国時期

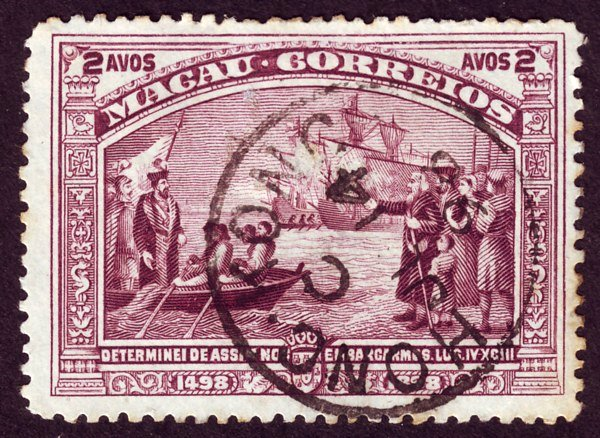
1898年華士古達伽馬事蹟紀念郵票

葡萄牙在澳門第一次推出第一套郵票的時候，是在1884年，其票面設計為「葡萄牙皇冠」，面值由5至300葡萄牙雷亞爾 （葡萄牙語：réis），共有9個面值。在1884年後期，因認需求，在面值100葡萄牙利斯的郵票上蓋上改值印記轉為80葡萄牙雷亞爾，並且在1885年開始銷售，同年間有5個面的郵票也換上新顏色。郵票的短缺導致不同的郵票和印花稅票都要蓋上改值印記直至1887年。
在1888年推出的新郵票，其票面設計為葡王路易斯一世的雕像，直到他在1894年死後，推出了另一系列新的郵票，票面設計為葡王卡洛斯一世的畫像。在1894年，郵票面值印的流通貨幣轉為現在的澳門元的「仙」（葡語︰avo）值和盧比（葡語︰rúpia）。當時的78仙等同1盧比，及後在1913年的100仙等同於1澳門元（葡語：pataca）。剩餘的葡王路易斯一世郵票都改值為澳門仙，並且同時蓋上拉丁文和中文「臨時性」（拉丁語：provisorio）。
在1898年推出的“紀念華士古達伽馬事蹟”和新版的葡皇路易斯一世的系列中，都以澳門仙為面值的。在1900年至1910年間，郵票短缺的情況定期出現，改值的次數多達近40次，也要把已蓋上「寄出」（葡語：porteado）和「收到」字樣（葡語：receber）的欠資郵票，把它們劃上刪除線之後，當作普通郵票使用。

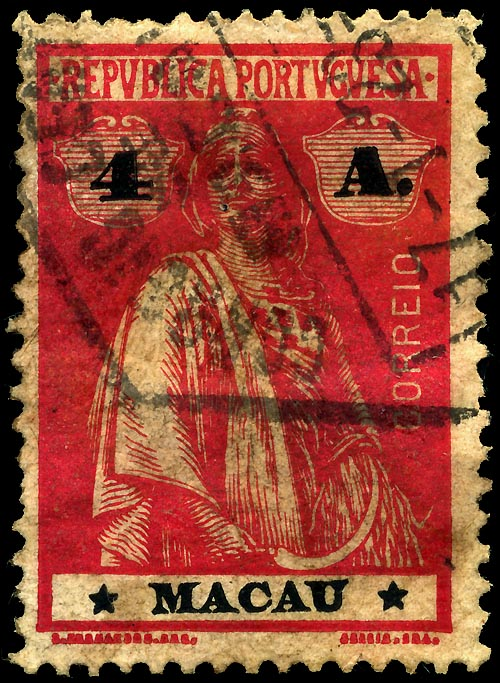
1913年澳門賽爾斯系列4仙郵票

## 葡萄牙共和國時期
1910年，葡萄牙君主制被推翻，成立葡萄牙共和國，新政府在卡洛斯一世系列的郵票上加蓋「共和國」的字樣 （葡文：REPÚBLICA），然後運到澳門。在這個動盪的年代，郵票短缺依然，在1911年，本地的官員有創意地把4仙和10仙的郵票對角地從右上到左下剪開，再加蓋，分別使變成面值為2仙和5仙。在1913年，他們又把1898年推出的舊郵票上加蓋「共和國」。
在1913年，葡萄牙向所有領土推出新郵票，票面設計為「賽爾斯系列」，直至1924年增加到有19個顏色和面值的配搭(最高面值達5澳門元)，但到了1915年，仍然要把1902年已改值的舊郵票加蓋「共和國」以舒緩當時的郵票需求(但那些郵票之前已被加蓋「臨時性」字樣)，1930年至1933年間，9款比較少用的賽爾斯郵票也被改值。
在1934年2月1日，新的限量版郵票系列推出，票面設計為葡萄牙一些有喻意的圖案和華士古達伽馬的旗艦加俾額爾號，在1941年它們被改值，1942年共有8個面值被重印，並用上了平版印刷(取代了自1934年起使用的排版印刷)，設計上也包含粗糙的鋸齒邊。
澳門在1938年亦參與制作一次發行共17個面值的帝國版郵票。
在1948年，一系列新的限量版推出，票面設計建基於澳門的本地風光，隨後的幾套郵票包括一些普通的圖案和一些澳門的週年紀念郵票。1976年，澳門獲得葡萄牙的特別領土地位因而能夠獨立印刷自己的郵票，並於1981年推出了幾款以澳門近代建築特色為本的郵票，票面設計以澳門的地貌和文化為主，一副郵票有4至6個的圖案設計。1985年發行的端午節郵票開始出現“澳門”的中文字樣，及后澳門郵票設計工作開始有澳門人參與，令澳門郵票更具澳葡特色。

## 澳門回歸以後

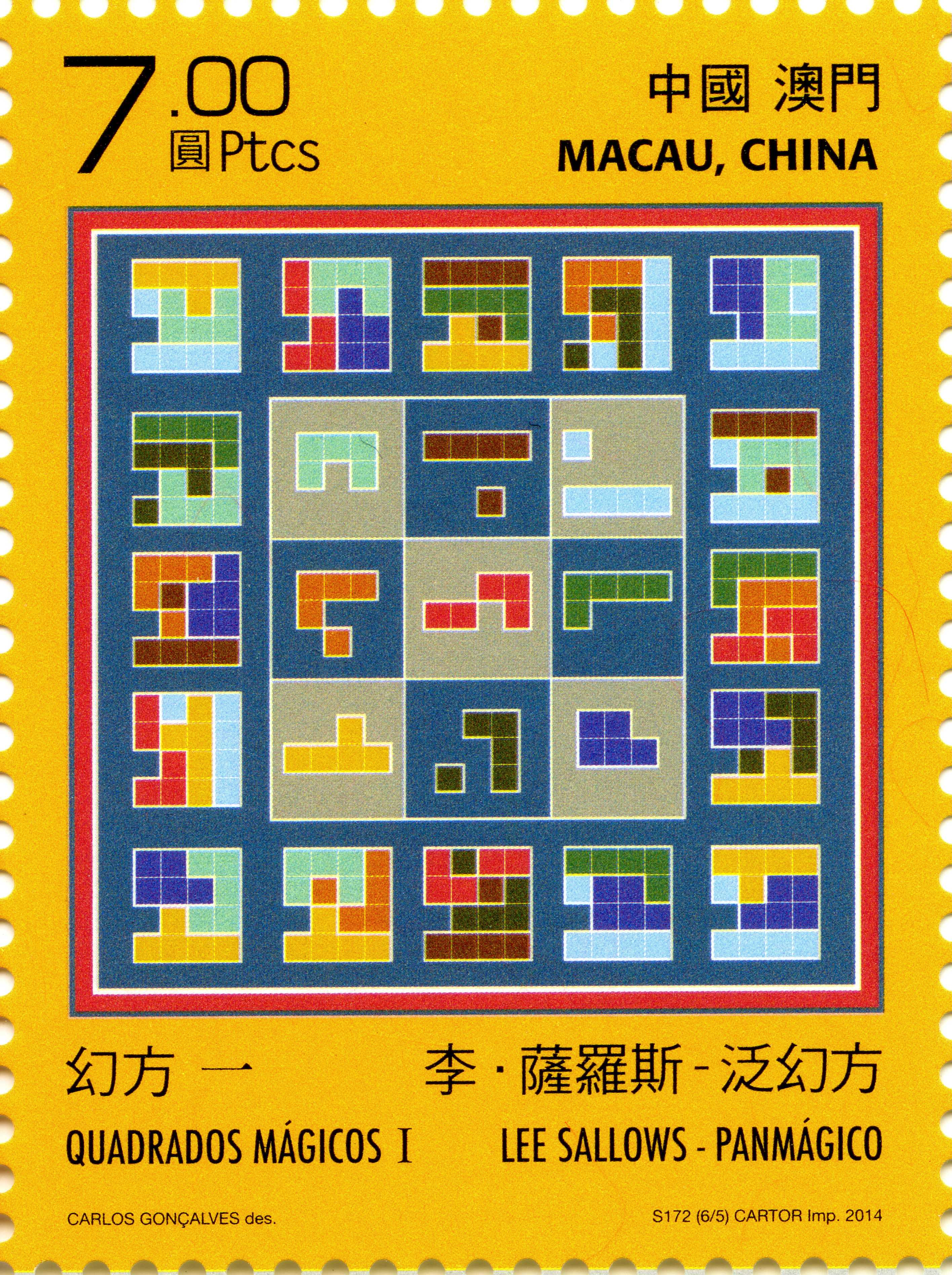
2014年澳門郵票

1999年，澳門成為中國的特別行政區，所有包括「葡萄牙共和國澳門」(葡文:MACAU REPÚBLICA PORTUGUESA)字樣的郵票全部停用並轉為「中國澳門」(葡文:MACAU, CHINA)的字樣。現在仍流通使用的澳葡時期郵票，包括在1999年9月發行、設計上以澳門現今建築為藍本，並以「中國澳門」為標題的過渡性郵票。
2005年，澳門郵政發行第一套個性化郵票，名為「我的祝福」。